# 沙伊·皮龙

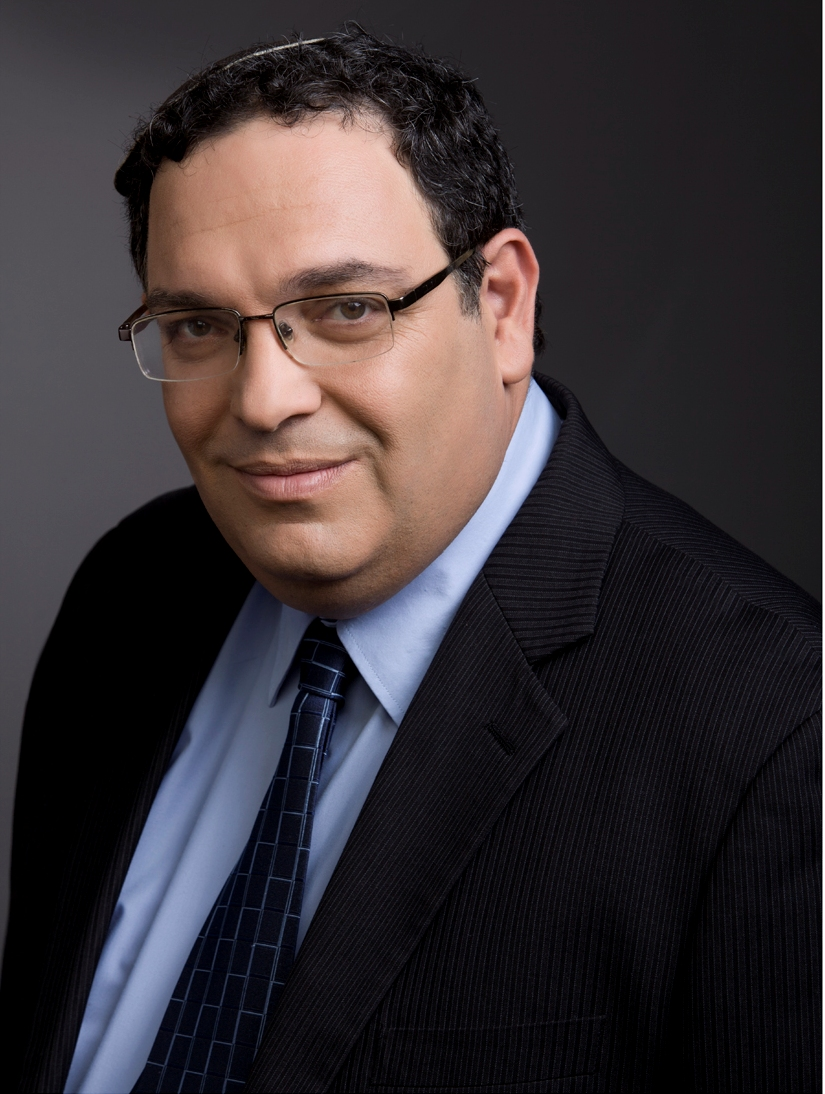

沙伊·皮龙（1965年—），以色列教育家、政治人物。现为未来党成员。在2013年以色列国会选举中，沙伊·皮龙位居未来党内序列第2位。2013年至今，担任以色列教育部部长。
他现居于Oranit，已婚并育有六个孩子。